# Le Mystère de l'île maudite
Pour plus de détails, voir Fiche technique et Distribution.
Le Mystère de l'île maudite (Il mistero dell'isola maledetta) est un film de pirates italien réalisé par Piero Pierotti et sorti en 1965.

## Synopsis
Malik, un féroce pirate, est redouté dans les Caraïbes. Sa dernière victime est le capitaine Navarro, repéré agonisant sur les restes de son bateau par Pedro Valverde, capitaine d'un galion espagnol. Navarro dénonce les agressions qu'il a subies de la part de Malik, qu'il dit avoir été aidé dans ses exploits par les renseignements d'une femme, dont il n'a pas le temps de prononcer le nom. Arrivé à Puerto Suárez, Pedro est reçu par le gouverneur, Don Alvarado, qui lui présente sa fille Blanca et Alma, une riche propriétaire terrienne créole, fiancée du gouverneur. Au cours des jours suivants, alors que Pedro, à la demande de Don Alvarado, commence à enquêter sur les méfaits de Malik et de son complice inconnu, il rencontre Alma, qui lui témoigne de la sympathie. Au cours d'une fête, le palais du gouverneur est attaqué par Malik. Le plan du pirate échoue cependant grâce à l'intervention providentielle de Pedro. D'autres renforts gouvernementaux arrivent entre-temps et toutes les forces régulières convergent vers l'île maudite, où les pirates se sont retranchés. Lors de l'affrontement décisif, Alma est démasquée et tuée ; Malik et ses hommes subissent le même sort. Au terme de toutes ces mésaventures, Pedro et Blanca se marient.

## Fiche technique
- Titre français : Le Mystère de l'île maudite[1]
- Titre original : Il mistero dell'isola maledetta[2],[3]
- Réalisation : Piero Pierotti
- Scénario : Piero Pierotti, Arpad De Riso
- Photographie : Augusto Tiezzi
- Montage : Jolanda Benvenuti (it)
- Musique : Angelo Francesco Lavagnino
- Décors : Angelo Francesco Lavagnino
- Production : Fortunato Misiano
- Sociétés de production : Romana Film (it)
- Format : couleur par Eastmancolor - 2,35:1 - Son mono - 35 mm
- Pays de production :  Italie
- Langue de tournage : italien
- Genre : film de pirates
- Durée : 93 minutes
- Dates de sortie : 
  - Italie : 1965 (visa délivré le 29 mai 1962)
  - France : 24 novembre 1967[1]

## Distribution
- Peter Lupus (sous le nom de « Rock Stevens ») : Pedro Valverde
- Halina Zalewska : donna Alma Morales
- Dina De Santis : Blanca
- Nello Pazzafini (sous le nom de « Ted Carter ») : Malik
- Arturo Dominici : don Alvarado
- Monique Renaud : Consuelo
- Amedeo Trilli (sous le nom de « Mike Moore ») : Capitaine José Rivera
- Loris Gizzi : médecin
- Nando Angelini : Lieutenant Ramon
- Nino Vingelli : Tortilla
- Attilio Dottesio : Lieutenant Esteban
- Rosy De Leo : une fille
- Sal Borgese : le corbeau
- Ignazio Balsamo : Capitaine Navarro
- Franco Jamonte (it) : Sancho Sancho